# Championnats d'Europe de cyclisme sur piste juniors et espoirs 2010
Navigation
Championnats d'Europe 2009 Championnats d'Europe 2011
Les Championnats d'Europe de cyclisme sur piste juniors et espoirs 2010 se sont déroulés du 10 au 15 septembre 2010 à Saint-Pétersbourg en Russie. Plus de 300 coureurs représentant 27 pays participent aux compétitions juniors (17-18 ans) et espoirs (- 23 ans) chez les hommes et les femmes.
Les championnats d'Europe de l'américaine (U23), de l'omnium, de demi-fond et de derny ont lieu au mois d'octobre de la même année. Les premiers championnats d'Europe élites se déroulent du 5 au 7 novembre à Pruszków.

## Résultats

### Juniors
| Épreuves               | Or                                                                   | Or             | Argent                                                              | Argent            | Bronze                                                           | Bronze            |
| ---------------------- | -------------------------------------------------------------------- | -------------- | ------------------------------------------------------------------- | ----------------- | ---------------------------------------------------------------- | ----------------- |
| Épreuves masculines    |                                                                      |                |                                                                     |                   |                                                                  |                   |
| Kilomètre              | Julien Palma France                                                  | 1 min 04 s 621 | Rino Gasparrini Italie                                              | 1 min 04 s 637    | Robert Kanter Allemagne                                          | 1 min 05 s 578    |
| Keirin                 | Benjamin Edelin France                                               |                | Kévin Guillot France                                                |                   | Nikita Balunov Russie                                            |                   |
| Vitesse individuelle   | Julien Palma France                                                  |                | Rino Gasparrini Italie                                              |                   | Philip Hindes Allemagne                                          |                   |
| Vitesse par équipes    | France Kévin Guillot Julien Palma Benjamin Edelin                    | 46 s 884       | Italie Mauro Catellini Davide Ceci Rino Gasparrini                  | 47 s 222          | Russie Nikita Balunov Dmitry Gorlov Kirill Samusenko             | 46 s 796          |
| Poursuite individuelle | Viktor Manakov Russie                                                | 3 min 21 s 573 | Evgeny Shalunov Russie                                              | 3 min 25 s 054    | Filippo Ranzi Italie                                             | 3 min 25 s 456    |
| Poursuite par équipes  | Russie Roman Ivlev Pavel Karpenkov Evgeny Shalunov Kirill Sveshnikov | 4 min 12 s 779 | Italie Liam Bertazzo Filippo Ranzi Michele Scartezzini Paolo Simion | 4 min 17 s 588    | France Bryan Coquard Alexis Gougeard Marc Sarreau Romain Le Roux | 4 min 18 s 606    |
| Américaine             | Ukraine Andriy Sokolov Oleksandr Lobov                               | 6 pts          | Russie Roman Ivlev Kirill Sveshnikov                                | 17 pts (- 1 tour) | France Bryan Coquard Romain Le Roux                              | 14 pts (- 1 tour) |
| Course aux points      | Michele Scartezzini Italie                                           | 70             | Kirill Sveshnikov Russie                                            | 63                | Roman Ivlev Russie                                               | 58                |
| Scratch                | Romain Le Roux France                                                |                | Michele Scartezzini Italie                                          |                   | Bryan Coquard France                                             | - 1 tour          |
| Omnium                 | Paolo Simion Italie                                                  | 20             | Lucas Liss Allemagne                                                | 21                | Viktor Manakov Russie                                            | 26                |
| Épreuves féminines     |                                                                      |                |                                                                     |                   |                                                                  |                   |
| 500 mètres             | Tania Calvo Espagne                                                  | 36 s 057       | Anastasiia Voinova Russie                                           | 36 s 237          | Ekaterina Gnidenko Russie                                        | 36 s 780          |
| Keirin                 | Anastasiia Voinova Russie                                            |                | Victoria Williamson Royaume-Uni                                     |                   | Tania Calvo Espagne                                              |                   |
| Vitesse individuelle   | Ekaterina Gnidenko Russie                                            |                | Victoria Williamson Royaume-Uni                                     |                   | Stella Tomassini Italie                                          |                   |
| Vitesse par équipes    | Russie Ekaterina Gnidenko Anastasiia Voinova                         | 35 s 562       | Allemagne Charlott Arndt Christina Konsulke                         | 36 s 239          | Italie Sara Consolati Giulia Donato                              | 36 s 380          |
| Poursuite individuelle | Aleksandra Chekina Russie                                            | 2 min 31 s 856 | Svetlana Kashirina Russie                                           | 2 min 35 s 868    | Karolina Karasiewicz Pologne                                     | 2 min 32 s 979    |
| Poursuite par équipes  | Russie Alexandra Goncharova Svetlana Kashirina Aleksandra Chekina    | 3 min 38 s 168 | Italie Elena Cecchini Maria Giulia Confalonieri Chiara Vannucci     | 3 min 39 s 504    |                                                                  |                   |
| Course aux points      | Elena Cecchini Italie                                                | 27             | Alexandra Goncharova Russie                                         | 13                | Karolina Karasiewicz Pologne                                     | 11                |
| Scratch                | Alexandra Goncharova Russie                                          |                | Giulia Donato Italie                                                |                   | Sara Consolati Italie                                            |                   |
| Omnium                 | Chiara Vannucci Italie                                               | 13             | Alexandra Goncharova Russie                                         | 13                | Dagmar Labakova Tchéquie                                         | 17                |

### Espoirs
| Épreuves               | Or                                                                 | Or             | Argent                                                               | Argent            | Bronze                                                         | Bronze           |
| ---------------------- | ------------------------------------------------------------------ | -------------- | -------------------------------------------------------------------- | ----------------- | -------------------------------------------------------------- | ---------------- |
| Épreuves masculines    |                                                                    |                |                                                                      |                   |                                                                |                  |
| Kilomètre              | Quentin Lafargue France                                            | 1 min 02 s 700 | Joachim Eilers Allemagne                                             | 1 min 02 s 820    | Nikolay Zhurkin Russie                                         | 1 min 03 s 685   |
| Keirin                 | Joachim Eilers Allemagne                                           |                | Quentin Lafargue France                                              |                   | Denis Spicka Tchéquie                                          |                  |
| Vitesse individuelle   | Tobias Wächter Allemagne                                           |                | Philipp Thiele Allemagne                                             |                   | Peter Mitchell Royaume-Uni                                     |                  |
| Vitesse par équipes    | Allemagne Joachim Eilers Philipp Thiele Tobias Wächter             | 44 s 946       | Russie Kirill Filatov Vladimir Khozov Denis Shurshin                 | 45 s 650          | Pologne Grzegorz Drejgier Rafał Sarnecki Adrian Tekliński      | 45 s 870         |
| Poursuite individuelle | Valery Kaykov Russie                                               | 4 min 28 s 826 | Artur Ershov Russie                                                  | 4 min 30 s 127    | Marco Coledan Italie                                           | 4 min 28 s 847   |
| Poursuite par équipes  | Russie Sergey Chernetskiy Valery Kaykov Artur Ershov Sergey Shilov | 4 min 05 s 550 | Allemagne Johannes Kahra Theo Reinhardt Jakob Steigmiller Lucas Liss | 4 min 09 s 956    | France Vivien Brisse Julien Duval Nicolas Giulia Julien Morice | 4 min 10 s 180   |
| Américaine             | Espagne Airán Fernández Sebastián Mora                             | 8 pts          | Belgique Jochen Deweer Tosh Van der Sande                            | 15 pts (- 1 tour) | Allemagne Ralf Matzka Theo Reinhardt                           | 5 pts (- 1 tour) |
| Course aux points      | Artur Ershov Russie                                                | 101            | Jan Keller Suisse                                                    | 83                | Omar Bertazzo Italie                                           | 66               |
| Scratch                | Sebastián Mora Espagne                                             |                | Ralf Matzka Allemagne                                                | - 1 tour          | Sergey Shilov Russie                                           | - 1 tour         |
| Omnium                 | Jan Dostál Tchéquie                                                | 23             | Gijs Van Hoecke Belgique                                             | 25                | Grzegorz Stępniak Pologne                                      | 26               |
| Épreuves féminines     |                                                                    |                |                                                                      |                   |                                                                |                  |
| 500 mètres             | Sandie Clair France                                                | 34 s 488       | Rebecca James Royaume-Uni                                            | 35 s 307          | Virginie Cueff France                                          | 35 s 598         |
| Keirin                 | Sandie Clair France                                                |                | Virginie Cueff France                                                |                   | Charlene Delev Allemagne                                       |                  |
| Vitesse individuelle   | Rebecca James Royaume-Uni                                          |                | Virginie Cueff France                                                |                   | Sandie Clair France                                            |                  |
| Vitesse par équipes    | France Sandie Clair Virginie Cueff                                 | 34 s 388       | Royaume-Uni Rebecca James Victoria Williamson                        | 35 s 436          | Russie Victoria Baranova Anastasiia Voinova                    | 35 s 106         |
| Poursuite individuelle | Aksana Papko Biélorussie                                           | 3 min 42 s 301 | Lucie Zaleska Tchéquie                                               | 3 min 49 s 762    | Vaida Pikauskaitė Lituanie                                     | 3 min 44 s 871   |
| Poursuite par équipes  | Belgique Jessie Daams Jolien D'Hoore Kelly Druyts                  | 3 min 28 s 313 | Pologne Renata Dabrowska Katarzyna Pawłowska Małgorzata Wojtyra      | 3 min 34 s 682    | Russie Alfiya Khabibulina Elena Lichmanova Irina Molicheva     | 3 min 34 s 574   |
| Course aux points      | Aksana Papko Biélorussie                                           | 38             | Marta Tagliaferro Italie                                             | 32                | Jolien D'Hoore Belgique                                        | 31               |
| Scratch                | Renata Dabrowska Pologne                                           |                | Kelly Druyts Belgique                                                |                   | Evgenia Romanyuta Russie                                       |                  |
| Omnium                 | Jolien D'Hoore Belgique                                            | 13             | Malgorzata Wojtyra Pologne                                           | 13                | Aksana Papko Biélorussie                                       | 25               |

## Tableau des médailles
| Rang  | Nation      | Or | Argent | Bronze | Total |
| ----- | ----------- | -- | ------ | ------ | ----- |
| 1     | Russie      | 11 | 9      | 11     | 30    |
| 2     | France      | 9  | 4      | 6      | 19    |
| 3     | Italie      | 4  | 8      | 6      | 18    |
| 4     | Allemagne   | 3  | 6      | 4      | 13    |
| 5     | Espagne     | 3  | 0      | 1      | 4     |
| 6     | Belgique    | 2  | 3      | 1      | 6     |
| 7     | Biélorussie | 2  | 0      | 1      | 3     |
| 8     | Royaume-Uni | 1  | 4      | 1      | 6     |
| 9     | Pologne     | 1  | 2      | 4      | 7     |
| 10    | Tchéquie    | 1  | 1      | 2      | 4     |
| 11    | Ukraine     | 1  | 0      | 0      | 1     |
| 12    | Suisse      | 0  | 1      | 0      | 1     |
| 13    | Lituanie    | 0  | 0      | 1      | 1     |
| Total | Total       | 38 | 38     | 37     | 113   |